# L'Épave (film, 1909)
 (août 2025).
Pour plus de détails, voir Fiche technique et Distribution.
L'Épave est un film muet français réalisé par Louis Feuillade, sorti en 1909.

## Distribution
- Renée Carl
- Maurice Vinot